# Reproductive Biomedicine Online
Reproductive Biomedicine Online, abgekürzt Reprod. Biomed. Online, ist eine wissenschaftliche Fachzeitschrift, die vom Elsevier-Verlag veröffentlicht wird. Die Zeitschrift erscheint derzeit vierzehnmal im Jahr. Es werden Arbeiten veröffentlicht, die sich mit der Entwicklung und dem Wachstum des menschlichen Embryos beschäftigen.
Der Impact Factor lag im Jahr 2014 bei 3,015. Nach der Statistik des ISI Web of Knowledge wird das Journal mit diesem Impact Factor in der Kategorie Gynäkologie und Geburtshilfe an 13. Stelle von 79 Zeitschriften und in der Kategorie Entwicklungsbiologie an achter Stelle von 30 Zeitschriften geführt.